# Joan Shakespeare
Joan Shakespeare (Stratford-upon-Avon, 12 de abril de 1569 – Stratford-upon-Avon, 4 de novembro de 1646) é a irmã do poeta e dramaturgo inglês William Shakespeare.
Filha do casal John Shakespeare e Mary Arden, é a mais nova de sete irmãos. Casou-se com um chapeleiro chamado William Hart, com quem teve quatro filhos, William (1600-1639), Maria (1603-1607), Thomas (1605-1661), e Michael (1608-1618).
O marido de Joan, William, morreu em abril de 1616, e foi sepultado em 17 de abril, uma semana antes de William Shakespeare. Em seu testamento, seu irmão deixou-lhe um legado de 20 libras esterlinas e concedeu-lhe o direito de viver na parte ocidental da casa da família em Henley Street, Stratford-upon-Avon. Residiu nesta casa até sua morte aos 77 anos de idade.